# Marie-Olivier Galmiche
Marie-Olivier Galmiche, francoski general, * 1882, † 1969.